# آیت طالب
ایت طالب (به فرانسوی: Ait Taleb) یک منطقهٔ مسکونی در مراکش است که در مراکش تانسیفت الحوز واقع شده‌است.

## خصوصیات
ایت طالب ۸٬۸۸۸ نفر جمعیت دارد.